# Peter Lauer
Peter Lauer är en amerikansk regissör inom TV-serier och musikvideor. Det första serien han skapade var The Adventures of Pete and Pete. Han har även jobbat med andra serier och filmer som Scrubs, Crybaby Lane, Odd Mom Out, Those Who Can't och The Jim Gaffigan's Show. 